# Sonata a Kreutzer (romanzo)

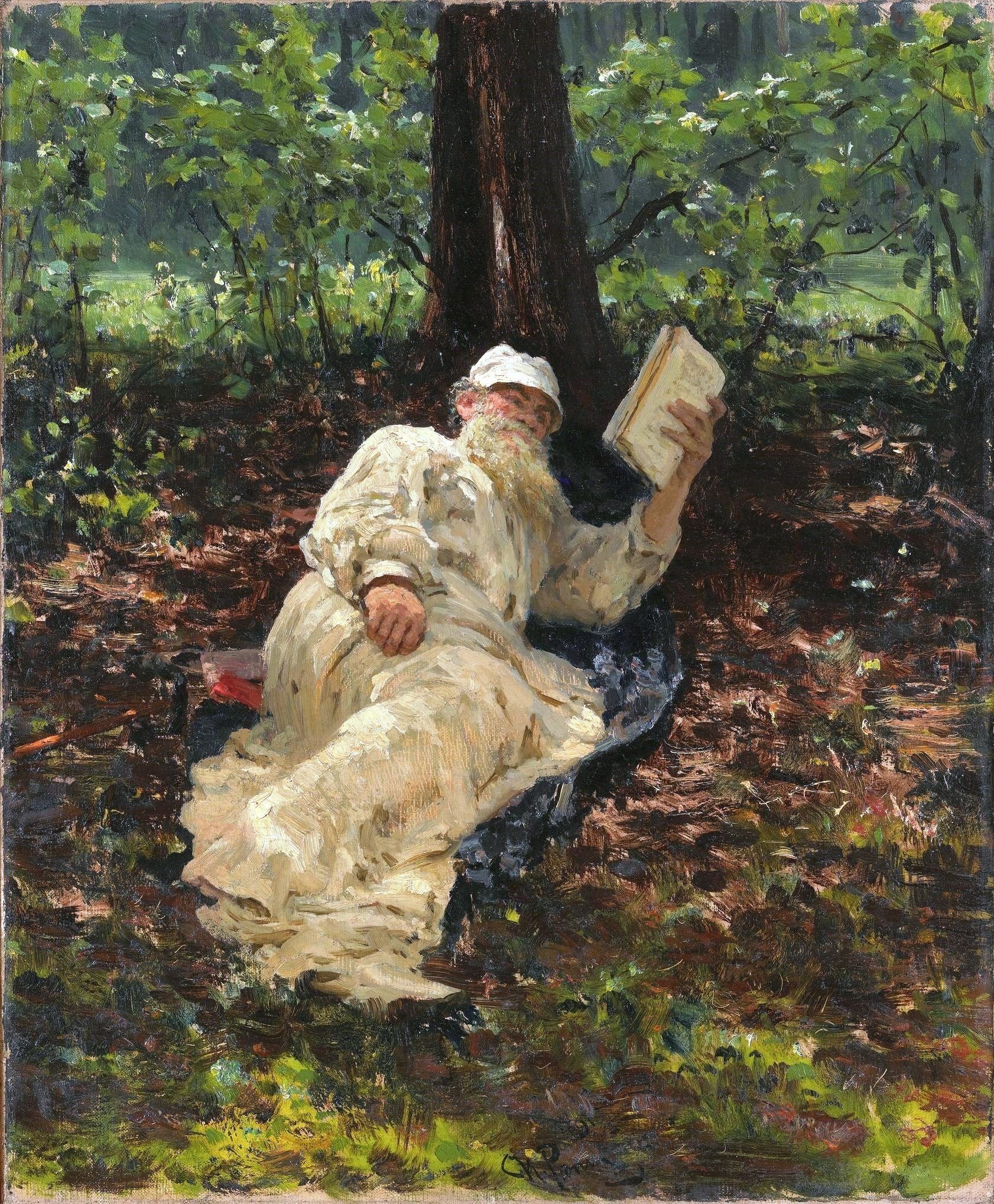
Il'ja Repin, Tolstoj disteso nel bosco

La Sonata a Kreutzer (in russo Крейцерова соната?) è uno dei romanzi brevi dello scrittore russo Lev Tolstoj, pubblicato nel 1889. 
La stesura si situa dopo la cosiddetta "conversione ai Vangeli" di Tolstoj; ma l'appartenenza dell'opera a questo periodo della vita dello scrittore è suggerita non solo dal riferimento temporale, quanto soprattutto dalle tematiche in essa affrontate, che la caratterizzano chiaramente come opera del risveglio morale. È un racconto per certi aspetti "dostoevskiano", per uno sforzo costante di identificazione e di esaltazione dei moti più intimi dell'animo umano, i quali si riflettono poi inevitabilmente nelle azioni commesse.
Il parto fu particolarmente travagliato: la stesura definitiva dell'opera fu infatti l'ottava. Nonostante il lungo lavoro, la critica letteraria dell'epoca le riservò un'accoglienza piuttosto tiepida, se non infastidita dagli argomenti trattati, inusitati e scottanti, persino scabrosi. In effetti si rese necessaria per la pubblicazione una sorta di intercessione dello stesso zar Alessandro III, il quale fornì il suo nihil obstat grazie soprattutto all'abilità persuasiva della moglie di Tolstoj, Sof'ja.

## Trama
L'intera vicenda ha luogo durante un viaggio in treno. La voce narrante è quella di un uomo che rimarrà per tutto il romanzo uno sconosciuto, tanto per il lettore quanto per lo stesso Vasja Pozdnyšev, al quale non dirà mai il proprio nome. Quest'uomo registra una conversazione tra alcune persone, le quali dissertano animatamente a proposito dei principi fondanti dell'amore, e della sua stessa definizione. In particolare, emergono le posizioni nettamente contrapposte di una signora, che difende l'amore «fondato sulla comunanza d'ideali o sull'affinità spirituale», e quella di un uomo «dai capelli grigi, dall'aria solitaria e dagli occhi scintillanti», che è poi Pozdnyšev. Costui in seguito si ritrova nello scompartimento da solo con lo sconosciuto narratore, al quale inizia a raccontare la sua storia.
Oltre a rievocare gli anni dell'unione coniugale, con i suoi rituali, i suoi gesti, le sue convenzioni e le sue ipocrisie, Pozdnyšev confessa il proprio terribile segreto. Dopo aver presentato alla moglie un musicista, egli inizia a sospettare una relazione tra i due. In particolare, una sera, mentre i due eseguono l'uno al violino, l'altra al pianoforte la Sonata a Kreutzer di Ludwig van Beethoven, l'uomo avverte l'intero peso dei propri dubbi. Tuttavia, convinto che il musicista stia per partire ed uscire per sempre dalla sua vita, Pozdnyšev si assenta di casa alcuni giorni per curare i propri affari in provincia. Una lettera della moglie, ricevuta due giorni dopo la partenza, riaccende la gelosia dell'uomo: il violinista non è partito e le ha già fatto visita. Pozdnyšev ritorna precipitosamente a casa, dove arriva in piena notte. Trovandola a tavola con il musicista, in preda alla rabbia, la pugnala a morte. Pozdnyšev si rende conto della gravità del misfatto soltanto alcuni giorni dopo, quando viene condotto presso il tumulo della moglie. Al termine del proprio racconto, congedandosi, il disperato uxoricida implora il perdono del proprio compagno di viaggio.
Il dubbio sull'effettivo tradimento della moglie non è svelato da Tolstoj: se la donna avesse davvero voluto tradire il marito, perché avvertirlo della presenza del musicista, quando le era ben nota la gelosia di Pozdnyšev per quest'uomo? Sembra altrettanto inverosimile che la moglie voglia davvero consumare un rapporto extraconiugale sotto gli occhi dei figli, della balia e della servitù, senza la minima precauzione. Allo stesso tempo la visita ad una donna sposata in piena notte nella Russia di fine Ottocento, così come l'evidente intesa tra lei ed il musicista, forte di un'educazione libertina nei salotti parigini, non possono non generare il sospetto sulla natura del loro rapporto.

## Trasposizioni cinematografiche
- Kreutzer Sonata, regia di Herbert Brenon (1915)
- La sonata a Kreutzer, regia di Umberto Fracchia (1920)
- La sonata a Kreutzer (Kreutzerova sonáta), regia di Gustav Machatý (1927)
- La sonata a Kreutzer (Kreutzersonate), regia di Veit Harlan (1937)
- Amanti senza amore 1948 di Gianni Franciolini; il film è una versione modernizzata del romanzo (ambientato in Italia a metà del XX secolo)
- La sonata à Kreutzer (La sonate à Kreutzer), regia di Éric Rohmer (1956); versione modernizzata, ambientata nella contemporaneità a Parigi.
- Sonata a Kreutzer (1985, film televisivo) di Gabriella Rosaleva con Maurizio Donadoni, Mauro Lo Guercio, Daniela Morelli
- Sonata a Kreutzer (1987) di Sofiya Milkina, Mikhail Shvejtser con Oleg Yankovsky.
- Quale amore, regia di Maurizio Sciarra con Giorgio Pasotti, Vanessa Incontrada, Arnoldo Foà (2005). Si tratta di una rivisitazione che non ricalca i nomi dei personaggi del romanzo.
- The Kreutzer Sonata, regia di Bernard Rose (2008)

## Traduzioni italiane
- La sonata a Kreutzer, Biblioteca Amena, Milano, F.lli Treves, 1891; Firenze, Quattrini, 1916.
- La sonata a Kreutzer, Firenze, Adriano Salani, 1898-1930.
- La sonata a Kreutzer, trad. di G. L., Napoli, G. Lubrano, 1905; Napoli, Gennaro Monte, 1910.
- La sonata a Kreutzer, Milano, Istituto Editoriale Italiano, 1916.
- La sonata a Kreutzer, traduzione di Leonardo Kociemski, Milano, Sonzogno, 1922. - Milano, R. Caddeo, 1922; a cura di Gian Dàuli, Milano, Delta, 1929.
- La sonata a Kreutzer, traduzione di Luigi Ermete Zalapy, Sesto S. Giovanni (Milano), Barion, 1923-1932.
- La sonata a Kreutzer, in Hagi Murat. Padre Sergio. La sonata a Kreutzer, trad. di Leo Gastovinsky, Milano, Bietti, 1931.
- La morte di Ivan Ilic e La sonata a Kreutzer, traduzione di Enrichetta Carafa Capecelatro Duchessa d'Andria, Collana I Grandi Scrittori Stranieri n.51, Torino, UTET, 1934-1970. - Milano, Mondadori, 1955-1968.
- La sonata a Kreutzer, Milano, Minerva, 1935.
- La sonata a Kreutzer, traduzione di Leone Ginzburg, Torino, Giulio Einaudi Editore, 1942. - Nota introduttiva di Vittorio Strada, Collezione Centopagine n.2, Einaudi, 1971; Collana Gli struzzi n.405, 1993; Collana ET Classici n.1394, 2006.
- La sonata a Kreutzer, Milano-Roma, Jandi, 1942-1944.
- La sonata a Kreutzer, traduzione di Mario Visetti, Collana BUR n.21, Milano, Rizzoli, 1949. - Introduzione di Eridano Bazzarelli, Collana I Classici, Milano, BUR, 1980.
- Sonata a Kreutzer, trad. di Carla Astore, Milano: A. Donaudy, 1949.
- La sonata a Kreutzer, trad. Giuseppe Donnini, Roma, Gherardo Casini, 1951; Milano, Club del Libro, 1962-1976; Milano, CDE, 1962; Fratelli Melita, 1989-1992; Santarcangelo di Romagna, 2005.
- La sonata a Kreutzer e altri racconti, trad. Agostino, Villa, Orpheus Libri, 1960-1990; Torino, Einaudi, 1973-1977.
- La sonata a Kreutzer, traduzione di Riccardo Rossi, Collana I libri del sabato n.5, Roma, Gherardo Casini Editore, 1965. - Roma, Curcio, 1979; Collana Le occasioni n.65, Bagno a Ripoli (Firenze), Passigli, 2003, ISBN 978-88-368-0781-9.
- La sonata a Kreutzer, trad. Elisabetta Bruzzone, Introduzione di Giovanni Buttafava, Milano, Mondadori, 1979; Introduzione di Viktor Sklovskij, Milano, Mondadori, 2000-2021; con uno scritto di Stefan Zweig, Collana Oscar classici, Mondadori, 2006, ISBN 978-88-045-5515-5.
- La sonata a Kreutzer e altri racconti, traduzione di Laura Salmon, Introduzione di Serena Vitale, Collana i grandi libri, Milano, Garzanti, 1987.
- La sonata a Kreutzer. I Cosacchi, Orsa Maggiore, 1989, ISBN 88-2-39-0078-6.
- Sonata a Kreutzer, traduzione di Gianlorenzo Pacini, collana UEF. I classici, Milano, Feltrinelli, 1991,  pp. 152, cap. 28, ISBN 978-88-07-82009-0.
- La sonata a Kreutzer, traduzione di e presentazione di Anna Maria Capponi Glouchtchenko, Collana Acquerelli, Bussoloengo, Demetra, 1993, ISBN 978-88-712-2330-8. - Introduzione di Francesco Legittimo, Firenze, Giunti, 1993-2008.
- La sonata a Kreutzer e altri racconti, traduzione di Mario Caramitti, La Biblioteca di Repubblica, Roma, Gruppo Editoriale L'Espresso, 2005. -Introduzione di Corrado Augias, Collana La Biblioteca di Repubblica «I grandi della narrativa», Gruppo Editoriale L'Espresso, Roma, 2011, pp. 125, cap.28.
- Sonata a Kreutzer, in Tre romanzi, traduzione di Angelo Linci, Introduzione di Giovanna Spendel, Milano, Baldini Castoldi Dalai, 2006. - a sé, Collana Classici tascabili, Milano, Dalai, 2011, ISBN 978-88-607-3939-1
- La sonata a Kreutzer, a cura di Riccardo Reim, Roma, Newton Compton, 2008.
- Sonata a Kreutzer, a cura di C. Kolbe, Collana Highlander, Massa, Edizioni Clandestine, 2016, ISBN 978-88-659-6590-0.
- Sonata «Kreutzer», a cura di Bruno Osimo, Milano, Bruno Osimo, 2023, ISBN 978-88-314-6267-9.